# Яккола, Николай Матвеевич

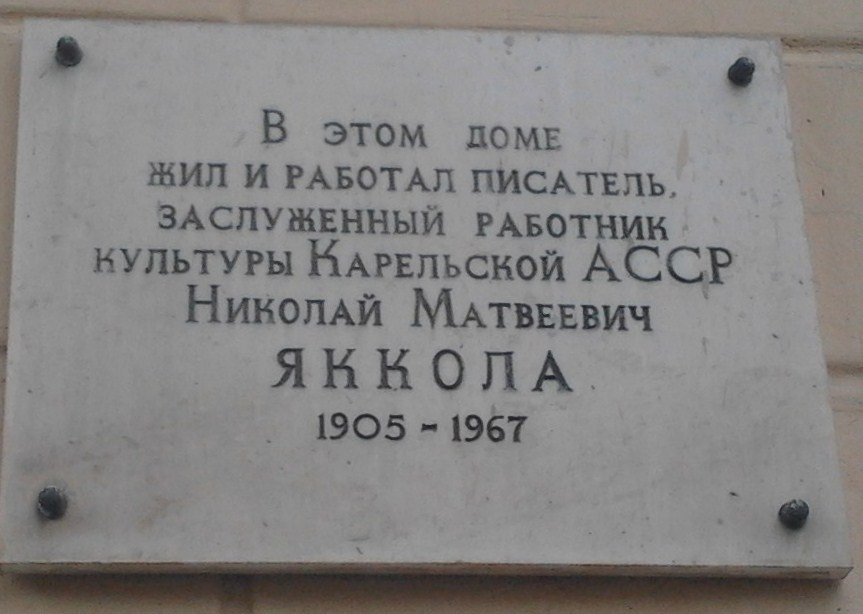
Памятная доска в Петрозаводске на пр. Ленина, д. 8

Никола́й Матве́евич Я́ккола (фин. Nikolai Jaakkola; 14 апреля 1905, Меллиля, Великое княжество Финляндское — 9 марта 1967, Петрозаводск, Карельская АССР) — советский писатель, драматург, публицист, литературный критик, заслуженный работник культуры Карельской АССР (1965).

## Биография
Родился в многодетной семье крестьянина-карела в небольшой деревне. В 1912 году семья переезжает на родину отца в северную Карелию в деревню Кивиярви (ныне Калевальский район). С детства был окружён атмосферой народной поэзии: местные предания, пословицы и поговорки, родная природа, северно-карельский диалект впоследствии отразятся в творчестве писателя. Окончил начальную школу.
В 1920 году Вокнаволокским волостным исполкомом был направлен в Петрозаводск на финские учительские курсы. В городе будущий писатель знакомится с известным карельским краеведом-энтузиастом Ристо Богдановым, который прививает юноше любовь к фольклорным богатствам карельского народа. После окончания учительских курсов в 1922 году, работал учителем в деревнях Ухтинского уезда, секретарём отдела народного образования Ухтинского уезда, вошёл в местный литературный кружок.
В 1923 году Николай Яккола направлен в Ленинград на учёбу в Коммунистический университет нацменьшинств Запада Первый рассказ «Когда я впервые приехал в Питер» опубликован в 1928 году в журнале «Punakantele».
В 1930-х годах трудовая деятельность разносторонняя: работает журналистом, редактором молодёжной газеты «Нуори каарти» («Молодая гвардия»), секретарём партийного комитета Онежского завода, преподавателем философии в педагогическом институте. Одновременно занимается литературным трудом. Пишет очерки, рассказы, критические статьи, работает в области драматургии, принимает активное участие в подготовке к первому съезду Союза писателей СССР, проходившему в 1934 году.
В 1937 году исключён из ВКП(б) по обвинению в «тесной связи с врагами народа и проведение националистической политики в институте», уволен из института, выселен из квартиры. Работал слесарем на Онежском заводе.
В 1939 году начинается советско-финляндская война, Николай Матвеевич добровольцем ушёл на фронт, служил переводчиком в стрелковой дивизии. После окончания войны работал в Госиздате Карело-Финской ССР.
С началом Великой Отечественной войны добровольцем ушёл на фронт. В результате тяжёлого ранения и обморожения в декабре 1941 года попал в плен под Медвежьегорском и затем в концлагерь.
После освобождения из плена, в январе 1946 года вернулся в Петрозаводск. В 1947 году в журнале «Punalippu» («Красное знамя») публикуется первая крупная работа — повесть «Iira» («Ира»), посвященная судьбе карельской партизанки. В том же году автор принят в члены Союза писателей СССР.
Народная жизнь северных карел революционного времени подвигает писателя на работу над его важнейшим произведением — эпическим романом «Pirttijärven rantamilla» («Водораздел»), которая затянется на 20 лет. Первая из четырёх частей романа «На берегах Пирттиярви» выходит отдельным изданием на финском языке в 1949 году. Литературные критики отмечают строгую верность автора исторической правде в описании судеб карел и реальных событий. Позже выходят остальные части романа: «На берегах Пирттиярви и в других краях» (1957), «На перекрестных волнах» (1963). По мотивам этого романа, в соавторстве с Заслуженным артистом Карело-Финской ССР Тойво Ланкиненом, Н. Яккола создаёт пьесу «Korpi herää» («Глушь пробуждается»), которая была поставлена на сцене Финского драматического театра в Петрозаводске декабре 1956 года.
После написания последней части «На ясные воды», Н. М. Яккола начинает перерабатывать всё «повествование», но не успевает из-за смерти в 1967 году. «На ясные воды» публикуется в 1968 году.
Н. М. Яккола перевёл на финский язык «Что делать?» Н. Г. Чернышевского, «Фому Гордеева» М. Горького и произведения Н. Бирюкова, В. Чехова.
Н. М. Яккола написал более двадцати статей по вопросам литературы.
Похоронен на кладбище «Пески» в Петрозаводске.

## Награды
- орден «Знак Почёта» (22.09.1959)

## Семья
- Жена — Хельга.
- Дочь — Ирма.

## Память
В Петрозаводске на доме где жил и работал Н. М. Яккола установлена памятная доска.

## Основные публикации
- Яккола Н. М. Водораздел: Повествование / Пер. с фин. Т. Сумманена; Послесл. Э. Карху;  Худож. Б. В. Воронецкий. — Петрозаводск: Карелия, 1972. — 682 с. — (Библиотека северной прозы).
- Яккола Н. М. Водораздел: Повествование / Пер. с фин. Т. К. Сумманена; Послесл. Э. Г. Карху; Худож. О. В. Чумак. — Петрозаводск: Карелия, 1985. — 614 с.